# Врето, Яни
Яни Врето (алб. Jani Vreto; 14 января 1822, Постенан, Корча — 5 июля 1900, Афины) — албанский писатель, печатник, издатель и деятель Албанского национального возрождения. Отвечал за создание и контроль за работой первой албанской типографии в Бухаресте в 1886 году.

## Биография
Яни Врето родился в Постенане 14 января 1822 года.
За несколько лет до создания Призренской лиги Врето встретился с шестью другими албанскими интеллектуалами по вопросу об алфавите и поддержал использование греческого алфавита для написания албанского языка. Врето стал членом Центрального комитета защиты прав албанцев (основанного в 1877 году), который представлял собой группу албанской интеллигенции, базирующуюся в Стамбуле и выступающую за территориальную целостность и единство населенных албанцами территорий в Османской империи. Комитет по защите прав албанцев поручил Врето вместе с Сами Фрашери, Пашко Васа и Хасаном Тахсини создать албанский алфавит. В 1878 году он представлял албанское население Османской империи вместе с Абдюлем Фрашери на Берлинском конгрессе.
В 1879 году он стал одним из основателей Общества публикации албанских писем, организации, ответственной за издание албанских учебников и открытие албанских школ. В качестве члена этого общества Врето основал и управлял албанской типографией в Бухаресте, сыграв важную роль в развитии албанского движения.
В то же время он был отлучен от церкви православным митрополитом Гирокастры, который обвинил его в ереси. В 1882 году Врето уехал из Бухареста в Египет, чтобы развивать националистическое содержание среди албанской диаспоры.